# Værkfortegnelse for Leopold Mozart
Dette er en værkfortegnelse for Leopold Mozart.

## Messer
- LMW I:C1 – Missa solemnis C-dur
- LMW I:C2 – Messe i C dur (tidligere tilskrevet Wolfgang Amadeus Mozart, K. 115)
- LMW I:C3 – Sanctus og Agnus Dei i C-dur (forsvundet)
- LMW I:C4 – Messe i C-dur (forsvundet)
- LMW I:C5 – Messe i C-dur (forsvundet)
- LMW I:A1 – Missa brevis i A-dur
- LMW I:X1 – Messe (forsvundet)

## Litanier
- LMW II:C1 – Litani i C-dur
- LMW II:D1 – Litani i D-dur
- LMW II:D2 – Litani i D-dur (forsvundet)
- LMW II:Es1 – Litani i Ess-dur
- LMW II:F1 – Litani i F-dur
- LMW II:G1 – Litani i G-dur

## Anden kirkemusik
- LMW III:1 – Dixit Dominus og Magnificat i G-dur/C-dur
- LMW III:2 – Miserere i F-dur (forsvundet)
- LMW III:3 – Tantum ergo i C-dur
- LMW III:4 – Veni sancte spiritus i C-dur
- LMW III:5 – Confitemini Domino i F-dur
- LMW III:6 – Convertentur sedentes, offertorium i D-dur
- LMW III:7 – Parasti mensam, offertorium i A-dur
- LMW III:8 – Rorate caeli desuper, offertorium i B♭-dur
- LMW III:9 – Beata es virgo Maria, offertorium i C-dur
- LMW III:10 – Jubilate Domino, offertorium i C-dur
- LMW III:11 – Omnes hodie coelestium, offertorium i D-dur
- LMW III:X1 – Offertorium (forsvundet)

## Oratorier, kantater etc.
- LMW IV:1 – Christus begraben (forsvundet)
- LMW IV:2 – Antiquitas personata (forsvundet)
- LMW IV:3 – Christus verurteilt (forsvundet)
- LMW IV:4 – Der Mensch ein Gottesmörder
- LMW IV:5 – Applausus-kantat (forsvundet)
- LMW IV:6 – Geistliches Schäfergedicht (forsvundet)
- LMW IV:7 – Surgite mortui
- LMW IV:8 – Pulcherrimus mortalium
- LMW IV:9 – Oratiorium pro quadragesima

## Åndelige sange
- LMW V:1 – Trauere, o verwaiste Seele
- LMW V:2 – Christen auf, versaget nicht
- LMW V:3 – Nur in Paradies
- LMW V:4 – Du wahrer Mensch und Gott
- LMW V:5 – Helle Sonn' der düstren Sterne
- LMW V:6 – So straft Herodes die Verräter
- LMW V:7 – Weicht, zweifelnde Klagen

## Verldslige sange
- LMW VI:1 – Der Mensch seufzt stets
- LMW VI:2 – Die grossmütige Gelassenheit (tidligere tilskrevet Wolfgang Amadeus Mozart, K 149)
- LMW VI:3 – Die Zufriedenheit im niedrigen Stande (tidligere tilskrevet Wolfgang Amadeus Mozart, K 151)
- LMW VI:4 – Geheime Liebe (tidligere tilskrevet Wolfgang Amadeus Mozart, K 150)
- LMW VI:5 – Bei dem Abschiede
- LMW VI:6 – Die Rangordnung
- LMW VI:7 – Ach, was müssen wir erfahren (tidligere tilskrevet Wolfgang Amadeus Mozart, K 43a)

## Symfonier
- LMW VII:C1 – Symfoni i C-dur
- LMW VII:C2 – Symfoni i C-dur
- LMW VII:C3 – Symfoni i C-dur (fragment, ægtheden betvivlet. Også tilskrevet Wolgang Amadeus Mozart (K. 16a))
- LMW VII:C4 – Symfoni i C-dur
- LMW VII:D1 – Symfoni i D-dur ("De gustibus non est disputandum", ægtheden betvivlet)
- LMW VII:D2 – Symfoni i D-dur ("De gustibus non est disputandum", ægtheden betvivlet)
- LMW VII:D3 – Symfoni i D-dur ("Non e bello quello che è bello")
- LMW VII:D4 – Symfoni i D-dur (ægtheden betvivlet)
- LMW VII:D5 – Symfoni i D-dur (ægtheden betvivlet)
- LMW VII:D6 – Symfoni i D-dur
- LMW VII:D7 – Symfoni i D-dur (ægtheden betvivlet)
- LMW VII:D8 – Symfoni i D-dur (ægtheden betvivlet)
- LMW VII:D9 – Symfoni i D-dur (ægtheden betvivlet)
- LMW VII:D10 – Symfoni i D-dur (ægtheden betvivlet)
- LMW VII:D11 – Symfoni i D-dur
- LMW VII:D12 – Symfoni i D-dur (ægtheden betvivlet)
- LMW VII:D13 – Symfoni i D-dur ("Non e bello quello che è bello", ægtheden betvivlet)
- LMW VII:D14 – Symfoni i D-dur (ægtheden betvivlet)
- LMW VII:D15 – Symfoni i D-dur
- LMW VII:D16 – Symfoni i D-dur (ægtheden betvivlet)
- LMW VII:D17 – Symfoni i D-dur (ægtheden betvivlet)
- LMW VII:D18 – Symfoni i D-dur
- LMW VII:D19 – Symfoni i D-dur (ægtheden betvivlet, forsvundet)
- LMW VII:D20 – Symfoni i D-dur (ægtheden betvivlet)
- LMW VII:D21 – Symfoni i D-dur (ægtheden betvivlet)
- LMW VII:D22 – Symfoni i D-dur
- LMW VII:D23 – Symfoni i D-dur ("Jagd-Partita", forsvundet)
- LMW VII:D24 – Symfoni i D-dur
- LMW VII:D25 – Symfoni i D-dur (ægtheden betvivlet)
- LMW VII:D26 – Symfoni i D-dur
- LMW VII:D27 – Symfoni i D-dur
- LMW VII:D28 – Symfoni i D-dur
- LMW VII:D29 – Symfoni i D-dur
- LMW VII:Es1 – Symfoni i Ess-dur (forsvundet)
- LMW VII:F1 – Symfoni i F-dur
- LMW VII:F2 – Symfoni i F-dur
- LMW VII:F3 – Symfoni i F-dur
- LMW VII:F4 – Symfoni i F-dur (ægtheden betvivlet)
- LMW VII:F5 – Symfoni i F-dur
- LMW VII:F6 – Symfoni i F-dur
- LMW VII:G1 – Symfoni i G-dur (ægtheden betvivlet)
- LMW VII:G2 – Symfoni i G-dur ("Sinfonia burlesca")
- LMW VII:G3 – Symfoni i G-dur ("Sinfonia pastorella")
- LMW VII:G4 – Symfoni i G-dur (ægtheden betvivlet)
- LMW VII:G5 – Symfoni i G-dur
- LMW VII:G6 – Symfoni i G-dur (ægtheden betvivlet)
- LMW VII:G7 – Symfoni i G-dur
- LMW VII:G8 – Symfoni i G-dur (ægtheden betvivlet, også tilskrevet Wolfgang Amadeus Mozart)
- LMW VII:G9 – Symfoni i G-dur ("Sinfonia da caccia")
- LMW VII:G10 – Symfoni i G-dur (ægtheden betvivlet, forsvundet)
- LMW VII:G11 – Symfoni i G-dur (ægtheden betvivlet, forsvundet)
- LMW VII:G12 – Symfoni i G-dur (ægtheden betvivlet, forsvundet)
- LMW VII:G13 – Symfoni i G-dur (ægtheden betvivlet, forsvundet)
- LMW VII:G14 – Symfoni i G-dur
- LMW VII:G15 – Symfoni i G-dur (ægtheden betvivlet, forsvundet)
- LMW VII:G16 – Symfoni i G-dur ("Neue Lambacher")
- LMW VII:G17 – Symfoni i G-dur (ægtheden betvivlet)
- LMW VII:G18 – Symfoni i G-dur (ægtheden betvivlet)
- LMW VII:G19 – Symfoni i G-dur (ægtheden betvivlet, forsvundet)
- LMW VII:G20 – Symfoni i G-dur (ægtheden betvivlet, forsvundet)
- LMW VII:G21 – Symfoni i G-dur
- LMW VII:A1 – Symfoni i A-dur
- LMW VII:A2 – Symfoni i A-dur
- LMW VII:A3 – Symfoni i A-dur (ægtheden betvivlet, forsvundet)
- LMW VII:B1 – Symfoni i B♭-dur
- LMW VII:B2 – Symfoni i B♭-dur (forsvundet)
- LMW VII:B3 – Symfoni i B♭-dur (forsvundet)
- LMW VII:B4 – Symfoni i B♭-dur (forsvundet)
- LMW VII:B5 – Symfoni i B♭-dur (ægtheden betvivlet)
- LMW VII:B6 – Symfoni i B♭-dur (tidligere tilskrevet Wolfgang Amadeus Mozart, K. 17)
- LMW VII:B7 – Symfoni i B♭-dur (ægtheden betvivlet, forsvundet)
- LMW VII:B8 – Symfoni i B♭-dur (ægtheden betvivlet)
- LMW VII:X1-8 – Symfonier i ukendte tonarter (forsvundet)

## Divertimenti, serenader etc.
- LMW VIII:1 – Partita i C-dur
- LMW VIII:2 – Partita i D-dur
- LMW VIII:3 – Partita i D-dur (forsvundet)
- LMW VIII:4 – Partita i D-dur
- LMW VIII:5 – Divertimento militare i D-dur
- LMW VIII:6 – Divertimento i D-dur, "Bauernhochzeit"
- LMW VIII:7 – Kassation i G-dur, "Kindersinfonie". Bearbejdning af et værk af Edmund Angerer
- LMW VIII:8 – "Musikalische Schlittenfahrt" i F-dur
- LMW VIII:9 – Serenade i D-dur (sats 6-8 fremføres undertiden som basunkoncert. Sats 4-5 findes også i en version som trumpetkoncert, se LMW IX:13)
- LMW VIII:10-13 – forsvundet

## Koncerter
- LMW IX:1 – Fløjtekoncert i G-dur
- LMW IX:2 – Fløjtekoncert i G-dur (forsvundet)
- LMW IX:3 – Fløjtekoncert i G-dur (forsvundet)
- LMW IX:4 – Fløjtekoncert i D-dur (forsvundet)
- LMW IX:5 – Fløjtekoncert i D-dur (forsvundet)
- LMW IX:6 – Obokoncert i F-dur (forsvundet)
- LMW IX:7 – Fagotkoncert (forsvundet)
- LMW IX:8 – Hornkoncert (forsvundet)
- LMW IX:9 – Koncert for to horn i Ess-dur
- LMW IX:10 – Koncert for to horn i D-dur (forsvundet, ægtheden betvivlet)
- LMW IX:11 – Koncert for to horn i D-dur (forsvundet, ægtheden betvivlet)
- LMW IX:12 – Trompetkoncert i D-dur (forsvundet)
- LMW IX:13 – Trompetkoncert i D-dur (udgøres af to satser fra serenaden LMW VIII:9)

## Danse
- LMW X:1 – 12 menuetter för orkester
- LMW X:2 – Menuet for orkester i D-dur (tidligere tilskrevet Wolfgang Amadeus Mozart, K. 64)
- LMW X:3 – danse (forsvundet)

## Kammermusik med klaver
- LMW XI:1 – Klavertrio i F-dur
- LMW XI:2 – Klavertrio i C-dur
- LMW XI:3 – Klavertrio i A-dur

## Anden kammermusik
- LMW XII:1 – Triosonate for to violiner og generalbas i C-dur
- LMW XII:2 – Triosonate for to violiner og generalbas i Ess-dur
- LMW XII:3 – Triosonate for to violiner og generalbas i A-dur
- LMW XII:4 – Triosonate for to violiner og generalbas i G-dur
- LMW XII:5 – Triosonate for to violiner og generalbas i B♭-dur
- LMW XII:6 – Triosonate for to violiner og generalbas i D-dur
- LMW XII:7 – Partita for violin, violoncell og generalbas i C-dur ("Partita di rane")
- LMW XII:8 – Divertimento for to violiner og violoncell i G-dur
- LMW XII:9 – Divertimento for to violiner og violoncell i C-dur
- LMW XII:10 – Divertimento for to violiner og violoncell i Ess-dur
- LMW XII:11 – Divertimento for to violiner og violoncell i D-dur
- LMW XII:12 – Divertimento for to violiner og violoncell i G-dur
- LMW XII:13 – Divertimento for to violiner og violoncell i E-dur
- LMW XII:14 – Divertimento for violin, violoncell og bas i G-dur
- LMW XII:15 – Divertimento for to celli og bas i G-dur
- LMW XII:16 – 19 duoer to violiner (fra violinskolen)
- LMW XII:17 – Caprice for violin i E-dur
- LMW XII:18 – Partita for to violiner, 2 horn og piano i C-dur
- LMW XII:19 – Divertimento i D-dur (forsvundet)
- LMW XII:20 – Divertimento i D-dur (forsvundet)
- LMW XII:21 – Divertimento for fløjte, violin og generalbas i G-dur

## Klavermusik
- LMW XIII:1 – Sonate i F-dur
- LMW XIII:2 – Sonate i B♭-dur
- LMW XIII:3 – Sonate i C-dur
- LMW XIII:4 – Menuet i F-dur
- LMW XIII:5 – "Der Morgen und der Abend" (for orgel)
- LMW XIII:6 – Menuet i G-dur
- LMW XIII:7 – Variationer (forsvundet)
- LMW XIII:8 – Fuga i C-dur
- LMW XIII:9 – Andante i G-dur
- LMW XIII:10 – Polonæse, arietta og scherzo

## Diverse
- LMW XIV:1 – Tre sangkadencer (indgår i K. 293e)
- LMW XIV:2 – Tre sangkadencer i A-dur for to stemmer
- LMW XIV:3 – forsvundet

## Fragmenter
- LMW XV:1-15 – (medtages ikke her)

## Afskrifter og bearbejdninger
- LMW XVI:1-40 – (medtages ikke her)

## Didaktiske værker
- LMW XVII:1 – Violinskole (1756. Indeholder 19 duoer, se LMW XII:16. Den franske udgave fra 1770 indeholder 12 andre værker, som antagelig ikke er autentiske)